# Mycerinopsis fulvescens
Mycerinopsis fulvescens là một loài bọ cánh cứng trong họ Cerambycidae.